# Лаго-Віста (Техас)
Лаго-Віста (англ. Lago Vista) — місто (англ. city) в США, в окрузі Тревіс штату Техас. Населення — 8896 осіб (2020).

## Географія
Лаго-Віста розташоване за координатами 30°26′51″ пн. ш. 97°59′28″ зх. д. / 30.44750° пн. ш. 97.99111° зх. д. (30.447526, -97.991195).  За даними Бюро перепису населення США в 2010 році місто мало площу 36,03 км², з яких 33,55 км² — суходіл та 2,47 км² — водойми. В 2017 році площа становила 39,24 км², з яких 36,33 км² — суходіл та 2,91 км² — водойми.

## Демографія
Згідно з переписом 2010 року, у місті мешкала 6041 особа в 2563 домогосподарствах у складі 1826 родин. Густота населення становила 168 осіб/км².  Було 3258 помешкань (90/км²).
Расовий склад населення:
| - 92,3 % — білих - 1,2 % — чорних або афроамериканців - 0,6 % — корінних американців - 0,6 % — азіатів - 3,2 % — осіб інших рас |

До двох чи більше рас належало 2,0 %. Частка іспаномовних становила 11,8 % від усіх жителів.
За віковим діапазоном населення розподілялося таким чином: 20,1 % — особи молодші 18 років, 62,0 % — особи у віці 18—64 років, 17,9 % — особи у віці 65 років та старші. Медіана віку мешканця становила 47,2 року. На 100 осіб жіночої статі у місті припадало 102,5 чоловіків;  на 100 жінок у віці від 18 років та старших — 100,4 чоловіків також старших 18 років.
Середній дохід на одне домашнє господарство  становив 98 213 долари США (медіана — 75 126), а середній дохід на одну сім'ю — 114 188 доларів (медіана — 82 110). Медіана доходів становила 52 054 долари для чоловіків та 41 760 доларів для жінок. За межею бідності перебувало 7,9 % осіб, у тому числі 14,5 % дітей у віці до 18 років та 3,2 % осіб у віці 65 років та старших.
Цивільне працевлаштоване населення становило 3471 особа. Основні галузі зайнятості: будівництво — 15,5 %, освіта, охорона здоров'я та соціальна допомога — 13,5 %, роздрібна торгівля — 12,4 %, фінанси, страхування та нерухомість — 11,7 %.